# Expédition 27 (ISS)
Insigne de la mission
Équipage de l'expédition 27
Chronologie
Expédition 26 Expédition 28
L'Expédition 27 est le 27e roulement de l'équipage permanent de la Station spatiale internationale (ISS). Cette expédition commence officiellement le 16 mars 2011.

## Équipage
| Fonction           | Première Partie (mars 2011)            | Seconde Partie (avril à mai 2011)            |
| ------------------ | -------------------------------------- | -------------------------------------------- |
| Commandant         | Dmitri Kondratiev, RSA 1er vol spatial | Dmitri Kondratiev, RSA 1er vol spatial       |
| Ingénieur de vol 1 | Catherine Coleman, NASA 3e vol spatial | Catherine Coleman, NASA 3e vol spatial       |
| Ingénieur de vol 2 | Paolo Nespoli, ESA 2e vol spatial      | Paolo Nespoli, ESA 2e vol spatial            |
| Ingénieur de vol 3 |                                        | Andreï Borissenko, RSA 1er vol spatial       |
| Ingénieur de vol 4 |                                        | Aleksandr Samokoutiaïev, RSA 1er vol spatial |
| Ingénieur de vol 5 |                                        | Ronald J. Garan, Jr., NASA 2e vol spatial    |